# انتخابات ریاست‌جمهوری ایران (مرداد ۱۳۶۰)
دومین دوره انتخابات ریاست جمهوری ایران ۲ مرداد ۱۳۶۰ و پس از عزل ابوالحسن بنی‌صدر از ریاست جمهوری و درحالی که وی هنوز در کشور بود برگزار شد.

## نامزدهای انتخاباتی
در این دوره از انتخابات که برای اولین بار با حضور شورای نگهبان قانون اساسی برگزار شد از ۷۱ داوطلب ۴ نفر امکان رقابت برای کسب کرسی ریاست جمهوری را یافتند که عبارت‌اند از : سید علی‌اکبر پرورش، عباس شیبانی، حبیب‌الله عسگراولادی و محمدعلی رجایی.
حزب توده ایران در این انتخابات از محمدعلی رجایی حمایت کرد. رجایی همچنین از حمایت حزب جمهوری اسلامی، جامعه مدرسین حوزه علمیه قم، جامعه روحانیت مبارز، سازمان مجاهدین انقلاب اسلامی، جامعه اسلامی دانشگاهیان، خانه کارگر، دفتر تحکیم وحدت و نهضت زنان مسلمان برخوردار بود.

## آرای ماخوذه
در نهایت محمدعلی رجایی با کسب ۱۲ میلیون و ۷۷۰ هزار و ۵۰ رای (۹۰٪) از مجموع ۱۴ میلیون و ۵۷۳ هزار و ۸۰۳ رای ماخوذه رئیس جمهور ایران شد.
میزان مشارکت در این دوره ۶۴٫۲ درصد بود.
در این انتخابات عباس شیبانی در رتبه دوم، اکبر پرورش سوم و حبیب‌الله عسگر اولادی چهارم شدند.